# قلعة شوري

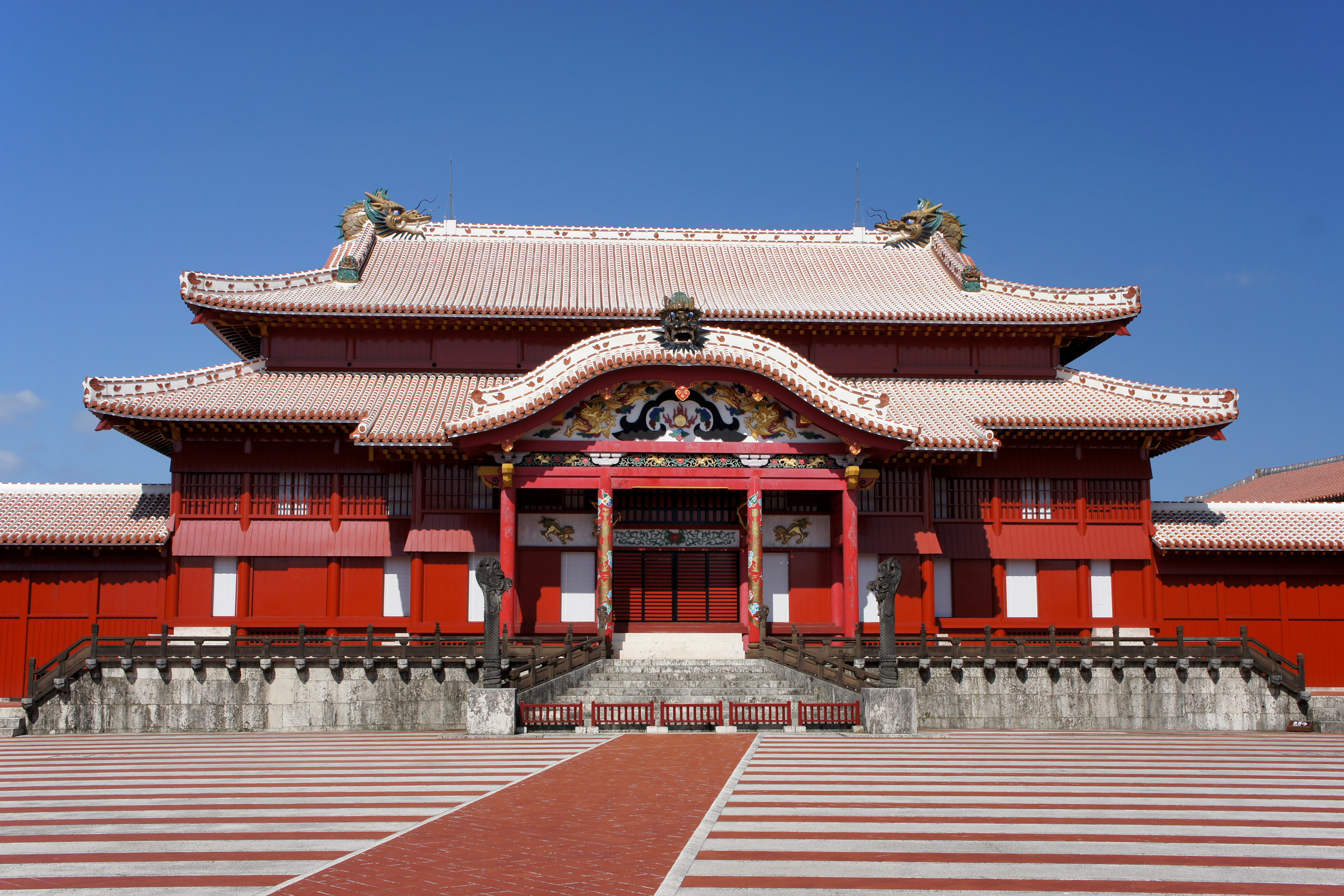
القاعة الرئيسية (سيدان) في قلعة شوري

قلعة شوري (باليابانية: 首里城 شوري-جو) هي قلعة تقع في شوري، أوكيناوا، اليابان. وكانت قصر مملكة ريوكوكو. دمرت بشكل شبه كامل أثناء القلعة عام 1945 أثناء معركة أوكيناوا ولم يبق منها إلا بعض الجدران ترتفع بعلو بضعة سنتيمترات. أعيد بناؤها عام 1992 في الموقع الأصلي حسب الصور والسجلات التاريخية وذاكرة سكان المنطقة. تعتبر قلعة شوري اليوم أحد مواقع التراث العالمي. قلعة شوري مبنية بشكل أساسي من الخشب والحجارة، ويعتقد أن تاريخ بنائها يعود إلى القرن الرابع عشر لكن لا معروف بالتحديد تاريخ الانتهاء من بنائها.

## معرض

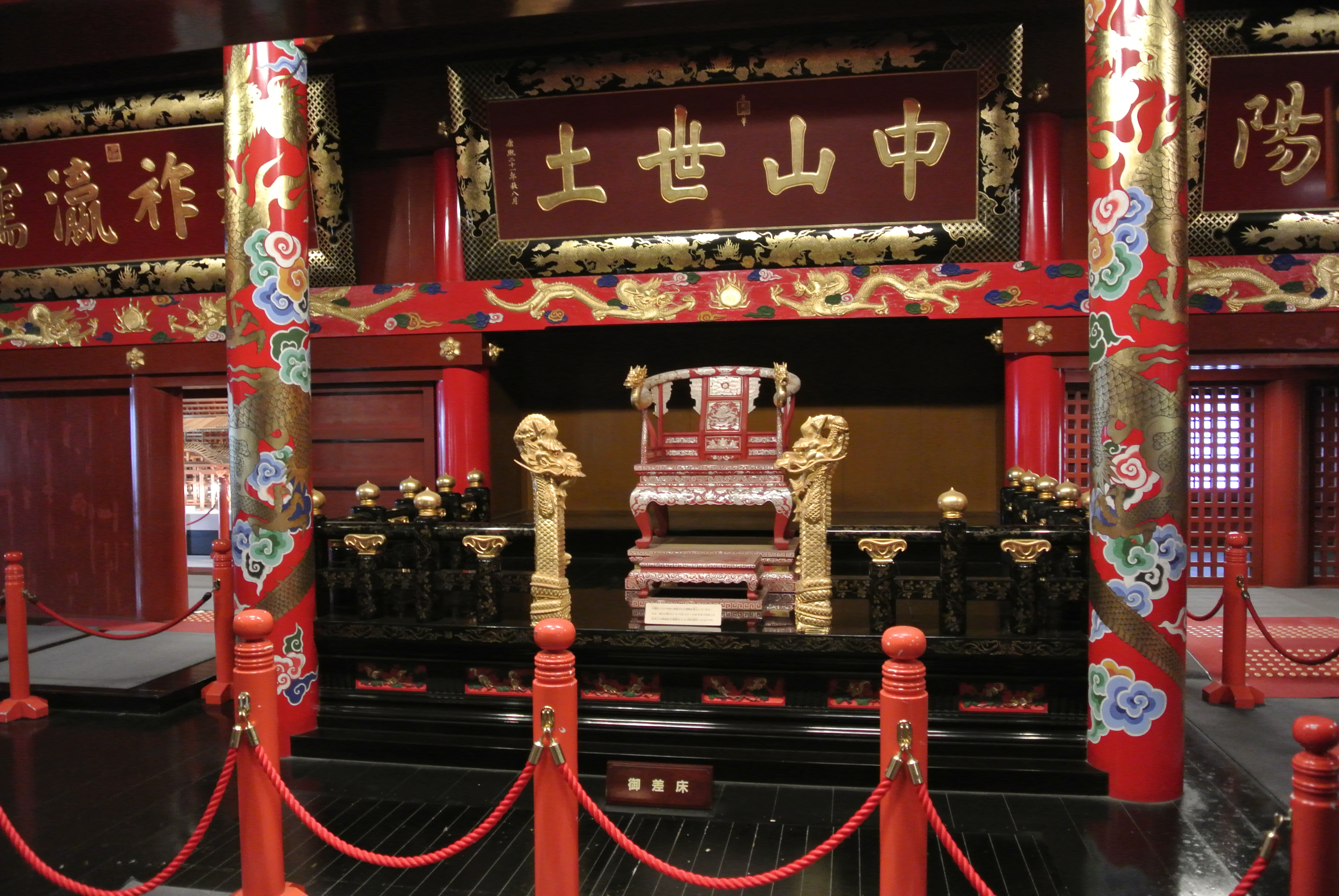
القلعة من الداخل
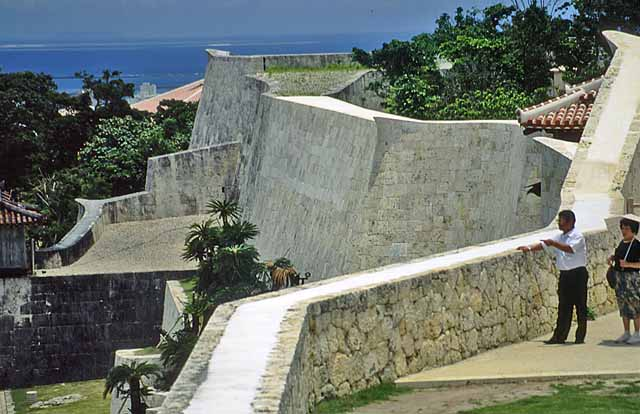
قلعة شوري
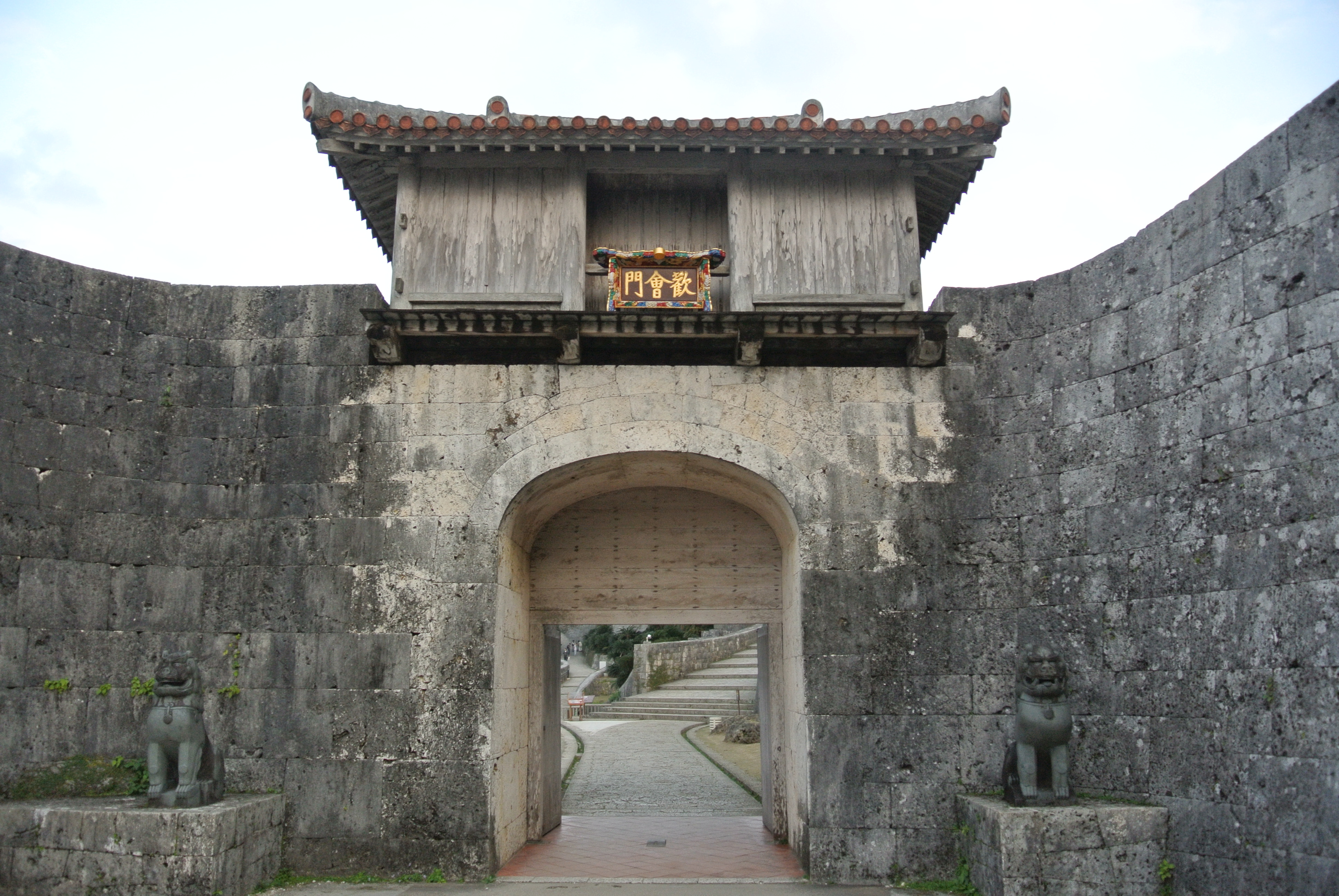
بوابات القلعة
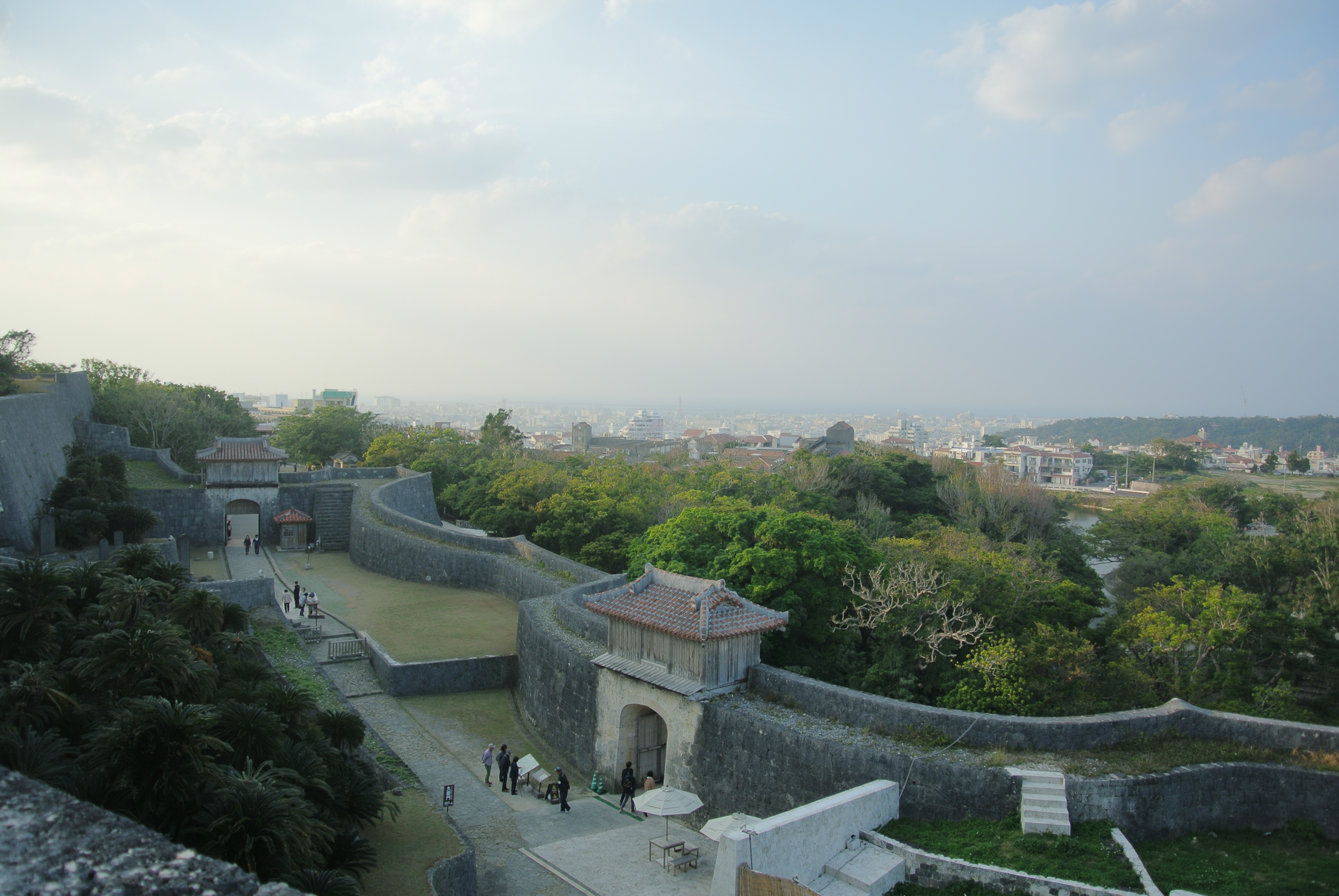
منظر من القلعة

## وصلات خارجية
- صفحة قلعة شوري على موقع حكومة أوكيناوا المحلية